# Kariat Ben Aouda
Kariat Ben Aouda (en àrab قرية بن عودة, Qaryat Ibn ʿŪda; en amazic ⵇⵕⵢⵜ ⴱⵏ ⵄⵡⴷⴰ) és una comuna rural de la província de Kénitra, a la regió de Rabat-Salé-Kenitra, al Marroc. Segons el cens de 2014 tenia una població total de 11.087 persones.